# Querida mamá
Querida mamá, es una telenovela venezolana hecha en el año 1982 por la cadena Venevisión. Original de Delia Fiallo, fue protagonizada por Eduardo Serrano y Hilda Carrero.

## Trama
María Victoria Morales es una muchacha criada en un ambiente de grandes preceptos morales por su madre Ramona, de quien está muy ligada,  y con quién vive en un modesto apartamento de Caracas junto a sus tres hermanos: Teresa, Maricruz y Daniel. Mariví, como le dicen cariñosamente, es una chica práctica y madura, pues desde niña ayudó a su madre en la crianza de sus hermanos, mas esto no le impidió estudiar, y acaba de graduarse de Secretaria Ejecutiva. 
Ella comienza a buscar trabajo, consiguiendo una oportunidad en una importante compañía de publicidad, donde quedó vacante el cargo de secretaria ejecutiva de Arturo Ruíz Terán. Al inicio de la historia Mariví está ayudando en los preparativos de la boda de su hermana Teresa, por lo que va a hacer compras a una floristería, donde se topa accidentalmente con un hombre que llama poderosamente su atención, sin sospechar siquiera que se trata de Arturo, su futuro jefe. Ya en la empresa, Mariví se da cuenta de quien es Arturo, y a las primeras de cambio luce muy nerviosa, esto hará que al principio la relación entre ambos sea hostil, ya que Arturo considera que Mariví no está a la altura del cargo, no obstante Mariví se esmera en su desempeño, y al poco tiempo se ha ganado la confianza de su jefe y además su interés, ya que entre Mariví y Arturo surge algo más que una simple relación laboral, ya que él poco a poco va descubriendo la parte humana de Mariví y se va enamorando de ella, y a su vez a ella le sucede lo mismo con él, por lo que es inevitable que den rienda suelta a ese amor. 
La aparente felicidad de Mariví se trastoca cuando descubra que Arturo está casado con Nora, una mujer mayor que él, quien pronto volverá al país. Esto traerá como consecuencia que Mariví rechace a Arturo, pero él insiste en que ella le corresponda, a lo que finalmente Mariví accede, con la promesa de Arturo hable claramente con su esposa y le pida el divorcio, pero aunque tiene la intención de hacerlo, a Arturo le costará complacer a Mariví, ya que Nora es una mujer fría y calculadora, que está aferrada a Arturo. Cuando la relación clandestina entre Mariví y Arturo queda al descubierto, ella debe soportar el rechazo y la vergüenza de su madre, quien siente que la deshonra se ha posado en el seno de su hogar, pues no solo su hija mayor es amante de un hombre casado, sino que su hija Teresa ha ocultado a su esposo que es estéril y ha obrado desesperadamente para salvar su matrimonio, y por si fuera poco, Daniel también se ha enredado con una mujer casada y mayor que él. 
Estos acontecimientos han mermado la salud de Ramona, a quien le diagnostican un mal coronario. Mariví siente profundo rencor hacia Nora, quiere emplazarla para que acceda a dejar a Arturo y él pueda ser feliz con ella y el hijo que esperan. Se suscita una acalorada discusión entre Mariví y Nora que llega hasta los golpes, luego se ve a Mariví salir en actitud nerviosa de la casa, luego Arturo encuentra a Nora muerta a consecuencia de una asfixiada mecánica, él asume que la responsable es Mariví y para salvarla a ella de la prisión, se confiesa culpable de este crimen, María Victoria acepta el sacrificio de su amado y se va del país a comenzar una nueva vida, triste pero segura de que no llenará más de vergüenza y deshonra a su Querida mamá. Fin.

## Elenco
- Hilda Carrero - María Victoria "Mariví" Morales
- Eduardo Serrano - Arturo Ruíz Terán
- Eva Blanco - Nora de Ruíz
- Diego Acuña
- Angélica Arenas -  Brenda
- Olga Castillo
- Luis Colmenares- Rodi
- Elisa Escámez -  Yuya
- Miguel David Díaz -  Juancho
- Nury Flores    - Bertha
- Esperanza Magaz- Ramona
- Magaly Urbina - Maquillista de Bertha
- Luis Malave
- Omar Omaña- Fernando
- Manuel Escolano - Waldo Rosales
- Francia Ortiz  - Crucita
- Carmencita Padrón - Odalis Peñaloza
- Cristina Reyes  -  María Teresa (Tete)
- Tony Rodríguez -  Daniel (Dani)
- Chela D'Gar
- Marcelo Romo- -  Rodrigo Peñaloza
- Martha Carbillo - Madre de Waldo
- Enrique Soto - Cayetano Rosales, padre de Waldo
- Manuel Poblete - Sr. García
- Lucia Sanoja
- Egnis Santos
- Virginia Urdaneta  - Griselda
- Raúl Xiqués
- Juan Frankis

## Segunda parte cancelada
Debido a una ley que obligaba a las telenovelas de la época a no tener más de 60 capítulos o, como mucho, tener una duración máxima de tres meses, Querida mamá fue inicialmente un proyecto de telenovela corta. Debido al éxito se decidió hacer otra telenovela posterior que sería la continuación de Querida mamá para que durara tres meses más. Dicha telenovela tendría como título "Mariví", por el nombre de la protagonista. Para dar mayor impacto al final de Querida mamá, la telenovela finalizó con el asesinato sin resolver de Nora, crimen que se resolvería en la segunda parte. En un principio "Mariví" debía estrenarse justo después del final de "Querida mamá", sin embargo los ejecutivos de Venevisión decidieron estrenar otra telenovela para que "Mariví" se estrenara después de que finalizara, pero Delia Fiallo no estaba de acuerdo con esa decisión, ya que si se tenía que esperar tres meses para saber si Mariví era la asesina el público perdería interés en la historia y la segunda parte sería un fracaso. Debido a que no hubo acuerdo entre ambas partes Delia Fiallo abandonó Venevisión y el proyecto de hacer la telenovela "Mariví" fue cancelado. El guion fue reescrito para las siguientes versiones y se añadió la inédita segunda parte contando la historia completa.

## Versiones
Existen dos versiones posteriores, donde en ambas, se hizo una adaptación de "Querida mamá" y además de la inédita segunda parte.
- Marielena, telenovela realizada por Capitalvision International Corporation, para su transmisión en Telemundo en 1992 en coproducción con Televisión española. Fue producida por José Enrique Crousillat y protagonizada por Lucía Méndez, Eduardo Yáñez y Zully Montero.
- Soledad, telenovela realizada también por José Enrique Crousillat para la productora América producciones para su transmisión en América Televisión. Fue protagonizada por Coraima Torres, Guillermo Pérez y Lupita Ferrer.